# Dansk Melodi Grand Prix
Dansk Melodi Grand Prix – coroczny konkurs muzyczny organizowany od 1957 przez duńską stację telewizyjną DR, a jednocześnie krajowe eliminacje do Konkursu Piosenki Eurowizji.

## Zwycięzcy
Większość zwycięzców konkursu startowała w Konkursie Piosenki Eurowizji jako reprezentanci Danii. Tylko dwóch zwycięzców nie wystąpiło w konkursie: Dorte Andersen, zwyciężczyni konkursu w 1996, która nie przeszła rundy kwalifikacyjnej do Eurowizji, oraz duet Ben & Tan, zwycięzcy konkursu w 2020, który nie wystąpili na Eurowizi, która została odwołana z powodu pandemii COVID-19. Dania wygrała Konkurs Piosenki Eurowizji trzy razy: w 1963, 2000 i 2013.
Poniżej widoczna jest lista zwycięzców Dansk Melodi Grand Prix:
| Rok                                      | Artysta                          | Piosenka                                 | Finał                               | Finał                 | Półfinał                    | Półfinał                    |
| Rok                                      | Artysta                          | Piosenka                                 | Miejsce                             | Punkty                | Miejsce                     | Punkty                      |
| ---------------------------------------- | -------------------------------- | ---------------------------------------- | ----------------------------------- | --------------------- | --------------------------- | --------------------------- |
| 1957                                     | Birthe Wilke i Gustav Winckler   | „Skibet skal sejle i nat”                | 3                                   | 10                    | Brak rundy półfinałowej     | Brak rundy półfinałowej     |
| 1958                                     | Raquel Rastenni                  | „Jeg rev et blad ud af min dagbog”       | 8                                   | 3                     | Brak rundy półfinałowej     | Brak rundy półfinałowej     |
| 1959                                     | Birthe Wilke                     | „Uh, jeg ville ønske jeg var dig”        | 5                                   | 12                    | Brak rundy półfinałowej     | Brak rundy półfinałowej     |
| 1960                                     | Katy Bødtger                     | „Det var en yndig tid”                   | 10                                  | 4                     | Brak rundy półfinałowej     | Brak rundy półfinałowej     |
| 1961                                     | Dario Campeotto                  | „Angelique”                              | 5                                   | 12                    | Brak rundy półfinałowej     | Brak rundy półfinałowej     |
| 1962                                     | Ellen Winther                    | „Vuggevise”                              | 10                                  | 2                     | Brak rundy półfinałowej     | Brak rundy półfinałowej     |
| 1963                                     | Grethe i Jørgen Ingmannowie      | „Dansevise”                              | 1                                   | 42                    | Brak rundy półfinałowej     | Brak rundy półfinałowej     |
| 1964                                     | Bjørn Tidmand                    | „Sangen om dig”                          | 9                                   | 4                     | Brak rundy półfinałowej     | Brak rundy półfinałowej     |
| 1965                                     | Birgit Brüel                     | „For Din Skyld”                          | 7                                   | 10                    | Brak rundy półfinałowej     | Brak rundy półfinałowej     |
| 1966                                     | Ulla Pia                         | „Stop – mens legen er go'”               | 14                                  | 4                     | Brak rundy półfinałowej     | Brak rundy półfinałowej     |
| Konkurs nie odbył się w latach 1967–1977 |                                  |                                          |                                     |                       | Brak rundy półfinałowej     | Brak rundy półfinałowej     |
| 1978                                     | Mabel                            | „Boom Boom”                              | 16                                  | 13                    | Brak rundy półfinałowej     | Brak rundy półfinałowej     |
| 1979                                     | Tommy Seebach                    | „Disco Tango”                            | 6                                   | 76                    | Brak rundy półfinałowej     | Brak rundy półfinałowej     |
| 1980                                     | Bamses Venner                    | „Tænker altid på dig”                    | 14                                  | 25                    | Brak rundy półfinałowej     | Brak rundy półfinałowej     |
| 1981                                     | Tommy Seebach i Debbie Cameron   | „Krøller eller ej”                       | 11                                  | 41                    | Brak rundy półfinałowej     | Brak rundy półfinałowej     |
| 1982                                     | Brixx                            | „Video, Video”                           | 17                                  | 5                     | Brak rundy półfinałowej     | Brak rundy półfinałowej     |
| 1983                                     | Gry Johansen                     | „Kloden drejer”                          | 17                                  | 16                    | Brak rundy półfinałowej     | Brak rundy półfinałowej     |
| 1984                                     | Hot Eyes                         | „Det lige det”                           | 4                                   | 101                   | Brak rundy półfinałowej     | Brak rundy półfinałowej     |
| 1985                                     | Hot Eyes                         | „Sku’ du spørg’ fra no’en?”              | 11                                  | 41                    | Brak rundy półfinałowej     | Brak rundy półfinałowej     |
| 1986                                     | Trax                             | „Du er fuld af løgn”                     | 6                                   | 77                    | Brak rundy półfinałowej     | Brak rundy półfinałowej     |
| 1987                                     | Anne-Cathrine Herdorf i Drengene | „En lille melodi”                        | 5                                   | 83                    | Brak rundy półfinałowej     | Brak rundy półfinałowej     |
| 1988                                     | Hot Eyes                         | „Ka’ du se hva’ jeg sa’?”                | 3                                   | 92                    | Brak rundy półfinałowej     | Brak rundy półfinałowej     |
| 1989                                     | Birthe Kjær                      | „Vi maler byen rød”                      | 3                                   | 111                   | Brak rundy półfinałowej     | Brak rundy półfinałowej     |
| 1990                                     | Lonnie Devantier                 | „Hallo Hallo”                            | 8                                   | 64                    | Brak rundy półfinałowej     | Brak rundy półfinałowej     |
| 1991                                     | Anders Frandsen                  | „Lige der hvor hjertet slår”             | 19                                  | 8                     | Brak rundy półfinałowej     | Brak rundy półfinałowej     |
| 1992                                     | Lotte Nilsson i Kenny Lübcke     | „Alt det som ingen ser”                  | 12                                  | 47                    | Brak rundy półfinałowej     | Brak rundy półfinałowej     |
| 1993                                     | Tommy Seebach Band               | „Under stjernerne på himlen”             | 22                                  | 9                     | Kvalifikacija za Millstreet | Kvalifikacija za Millstreet |
| 1994                                     | Konkurs się nie odbył            | Konkurs się nie odbył                    | Konkurs się nie odbył               | Konkurs się nie odbył | Brak rundy półfinałowej     | Brak rundy półfinałowej     |
| 1995                                     | Aud Wilken                       | „Fra Mols til Skagen”                    | 5                                   | 92                    | Brak rundy półfinałowej     | Brak rundy półfinałowej     |
| 1996                                     | Dorthe Andersen i Martin Loft    | „Kun med dig”                            | –                                   | –                     | 25                          | 22                          |
| 1997                                     | Kølig Kaj                        | „Stemmen i mit liv”                      | 16                                  | 25                    | Brak rundy półfinałowej     | Brak rundy półfinałowej     |
| 1998                                     | Konkurs się nie odbył            | Konkurs się nie odbył                    | Konkurs się nie odbył               | Konkurs się nie odbył | Brak rundy półfinałowej     | Brak rundy półfinałowej     |
| 1999                                     | Michael Teschl i Trine Jepsen    | „Denne Gang”                             | 8 (jako „This Time I Mean It”)      | 71                    | Brak rundy półfinałowej     | Brak rundy półfinałowej     |
| 2000                                     | Olsen Brothers                   | „Smuk som et stjerneskud”                | 1 (jako „Fly on the Wings of Love”) | 195                   | Brak rundy półfinałowej     | Brak rundy półfinałowej     |
| 2001                                     | Rollo & King                     | „Der står et billede af dig på mit bord” | 2 (jako „Never Ever Let You Go”)    | 177                   | Brak rundy półfinałowej     | Brak rundy półfinałowej     |
| 2002                                     | Malene Mortensen                 | „Vis mig hvem du er”                     | 24 (jako „Tell Me Who You Are”)     | 7                     | Brak rundy półfinałowej     | Brak rundy półfinałowej     |
| 2003                                     | Konkurs się nie odbył            | Konkurs się nie odbył                    | Konkurs się nie odbył               | Konkurs się nie odbył | Brak rundy półfinałowej     | Brak rundy półfinałowej     |
| 2004                                     | Tomas Thordarson                 | „Sig det’ løgn”                          | –                                   | –                     | 13 (jako „Shame on You”)    | 56                          |
| 2005                                     | Jakob Sveistrup                  | „Tænder på dig”                          | 9 (jako „Talking to You”)           | 125                   | 3                           | 185                         |
| 2006                                     | Sidsel Ben Semmane               | „Twist of Love”                          | 18                                  | 26                    | Top 11                      | Top 11                      |
| 2007                                     | DQ                               | „Drama Queen”                            | –                                   | –                     | 19                          | 45                          |
| 2008                                     | Simon Mathew                     | „All Night Long”                         | 15                                  | 60                    | 3                           | 112                         |
| 2009                                     | Brinck                           | „Believe Again”                          | 13                                  | 74                    | 8                           | 69                          |
| 2010                                     | Chanée i N’evergreen             | „In a Moment Like This”                  | 4                                   | 149                   | 5                           | 101                         |
| 2011                                     | A Friend in London               | „New Tomorrow”                           | 5                                   | 134                   | 2                           | 135                         |
| 2012                                     | Soluna Samay                     | „Should’ve Known Better”                 | 23                                  | 21                    | 9                           | 63                          |
| 2013                                     | Emmelie de Forest                | „Only Teardrops”                         | 1                                   | 281                   | 1                           | 167                         |
| 2014                                     | Basim                            | „Cliché Love Song”                       | 9                                   | 74                    | Organizator                 | Organizator                 |
| 2015                                     | Anti Social Media                | „The Way You Are”                        | –                                   | –                     | 13                          | 33                          |
| 2016                                     | Lighthouse X                     | „Soldiers of Love”                       | –                                   | –                     | 17                          | 34                          |
| 2017                                     | Anja                             | „Where I Am”                             | 20                                  | 77                    | 10                          | 101                         |
| 2018                                     | Rasmussen                        | „Higher Ground”                          | 9                                   | 226                   | 5                           | 204                         |
| 2019                                     | Leonora                          | „Love Is Forever”                        | 12                                  | 120                   | 10                          | 94                          |
| 2020                                     | Ben & Tan                        | „Yes”                                    | Konkurs odwołany                    | Konkurs odwołany      | Konkurs odwołany            | Konkurs odwołany            |
| 2021                                     | Fyr & Flamme                     | „Øve os på hinanden”                     | –                                   | –                     | 11                          | 89                          |
| 2022                                     | Reddi                            | „The Show”                               | –                                   | –                     | 13                          | 55                          |
| 2023                                     | Reiley                           | „Breaking My Heart”                      | –                                   | –                     | 14                          | 6                           |
| 2024                                     | Saba                             | „Sand”                                   | –                                   | –                     | 12                          | 36                          |

Legenda:
     1. miejsce